# Покровские ворота (фильм)
«Покро́вские воро́та» — советский двухсерийный художественный телефильм, снятый Михаилом Козаковым в 1982 году. Драматургической основой для картины послужила одноимённая пьеса Леонида Зорина, повествующая о событиях, которые происходили во второй половине 1950-х годов с жителями коммунальной квартиры у Покровских ворот. В фильме снимались Олег Меньшиков, Леонид Броневой, Анатолий Равикович, Инна Ульянова, Виктор Борцов и другие. Павильонные съёмки проходили на киностудии «Мосфильм», натурные — на улицах и бульварах столицы. Запуск «Покровских ворот» в производство, а также сдача готовой картины сопровождались определёнными сложностями: чтобы получить разрешение на съёмки, Михаил Козаков согласился сыграть роль Дзержинского в трёх телефильмах о чекистах. 11 февраля 1983 года состоялся премьерный показ на Центральном телевидении, однако и до первого эфира, и после него картина подвергалась многочисленным поправкам: из кинотекста на разных этапах удалялись отдельные фразы и целые эпизоды.
Созданный в фильме образ Москвы 1950-х годов с её «дворовой культурой» и романтизированной коммунальной средой является, по мнению исследователей, «исторической реконструкцией». В фильме звучат песни Булата Окуджавы, Александра Цфасмана, Исаака Дунаевского. Общая музыкальная тема создана композитором Георгием Гараняном. Оператор Николай Немоляев использовал в работе рапидную съёмку, позволявшую замедлить действие отдельных эпизодов, а также «наплывы» камеры — этот способ дал возможность соединить в одном кадре старые и новые городские виды, совместить московские объекты 1950-х и 1980-х годов.

## От пьесы к сценарию

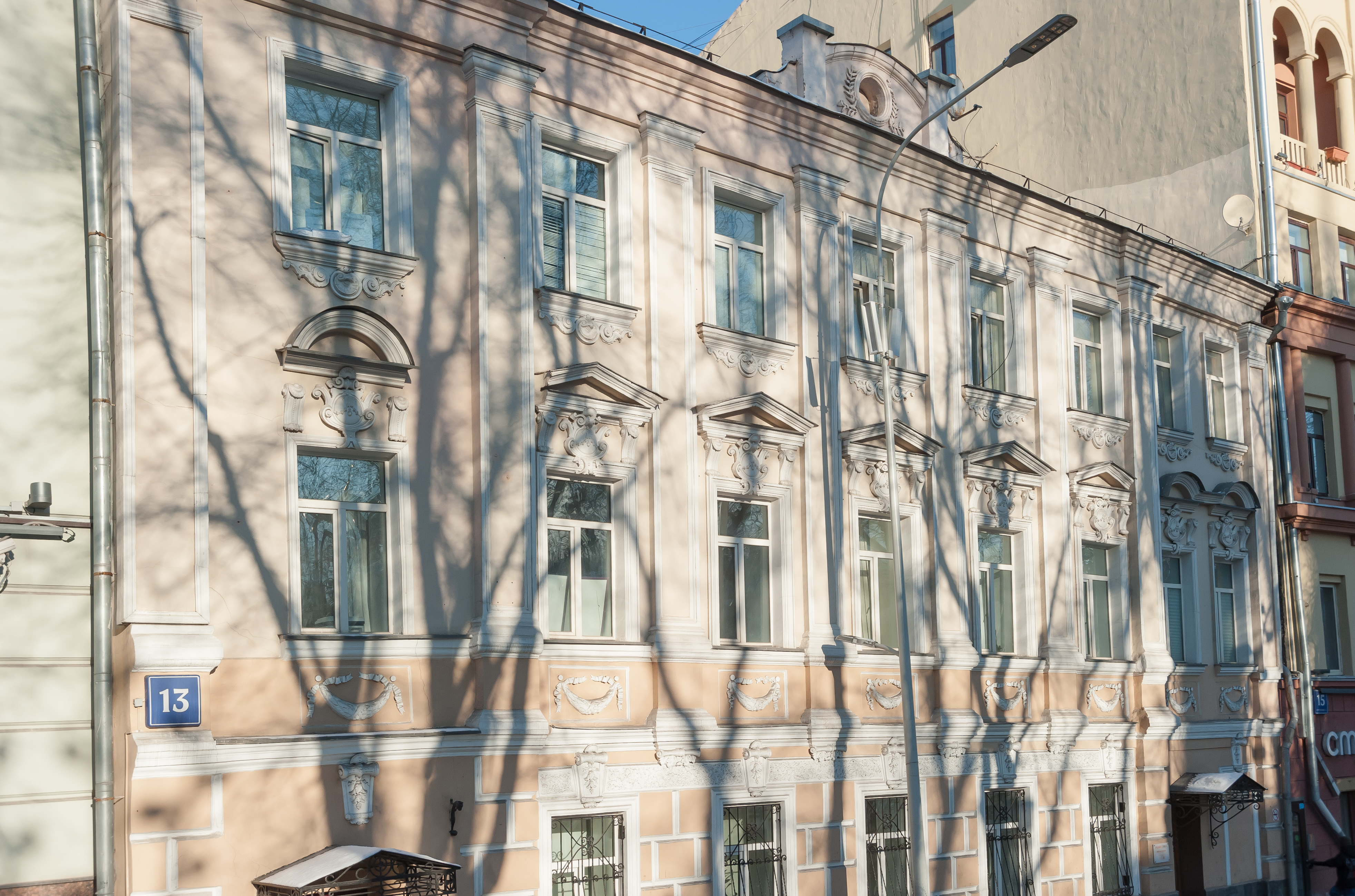
Петровский бульвар, дом 13 в 2019 году

Драматургической основой для картины стала «элегическая комедия» Леонида Зорина «Покровские ворота», написанная в 1974 году. Впоследствии автор пьесы рассказывал, что в год своего пятидесятилетия он захотел вернуться во времена молодости, воспроизвести знакомую ему с 1948 года атмосферу коммунальной квартиры на Петровском бульваре, 13. По словам драматурга, в процессе работы он ничего не придумывал — «это совершенно автобиографическое произведение». Зорин лишь сдвинул время действия почти на десять лет вперёд и изменил место — перенёс его ближе к Покровским воротам. Отсылка к другому адресу, вероятно, связана с тем, что в момент публикации пьесы ещё были живы люди, оказавшиеся прообразами героев комедии.
Квартира на Петровском бульваре, 13 прежде принадлежала представителю московских органов юстиции Ивану Смирнову. После расстрела хозяина в его бывших комнатах проживали специалист по французской литературе Надежда Жаркова и литературовед Борис Песис, ставшие прототипами Маргариты Павловны и Льва Евгеньевича Хоботовых. Образ самого молодого из персонажей «Покровских ворот» — Костика Ромина — во многом совпадал с характером и биографией автора пьесы, утверждавшего, что «никакого зазора» между ним и его героем нет. Зорин, как и Ромин, прибыл в Москву из «южного города» (речь идёт о Баку); правда, в отличие от юного «интеллектуала и чаровника», будущий драматург не имел в столице ни любящей тётушки, ни иных родственников — восьмиметровое помещение в перенаселённом коммунальном «пчельнике» ему сдала в аренду квартирная хозяйка. С Костиком Зорин «прожил несколько десятилетий» — этот персонаж присутствовал и в других произведениях Леонида Генриховича («Прощальный марш», «Избирательная кампания», «Хохловский переулок»). Однако если Ромин эпохи «Покровских ворот» был носителем авторских исповедальных мотивов, то с годами литератор начал внутренне отделяться от своего героя, и в романе «Старая рукопись» (1980) повзрослевший Ромин стал двигаться по жизни «своей дорогой».
В 1974 году «Покровские ворота» были поставлены в Театре на Малой Бронной. Режиссёр спектакля Михаил Козаков позже признавался, что сама пьеса Зорина не вызвала в театроведческой и литературной среде особого восторга. Напротив — выступая в 1976 году на VI съезде советских писателей, драматург Афанасий Салынский отметил, что «Покровские ворота» входят в число произведений, сюжет которых, ограниченный локальным «анекдотическим случаем», не поднимается до уровня глубоких социальных обобщений и не содержит «определённой авторской мысли». Тем не менее, спектакль стабильно включался в театральную афишу в течение нескольких сезонов. Когда же по воле режиссёра, покинувшего театр, постановка была удалена из репертуара, Зорин предложил Козакову снять на студии «Мосфильм» киноверсию «Покровских ворот». Эта идея не получила поддержки у художественного руководителя Экспериментального объединения комедийных и музыкальных фильмов Георгия Данелии, который в приватной беседе с постановщиком заметил, что для большого экрана пьеса не подходит, и картина в формате кинематографа (ориентировочный метраж — 1 час 20 минут) может обернуться для его кинорежиссёрского дебюта провалом.
Козаков и сам сознавал, что сохранить диалоги, составлявшие более половины комедии, в односерийной мосфильмовской ленте ему не удастся. При этом их сокращение означало, что из картины уйдут «живые подробности», «воздух произведения». После консультаций с автором пьесы Козаков решил обратиться к двухсерийной телевизионной версии «Покровских ворот». Переработанный вариант, созданный для телевидения Михаилом Козаковым и Игорем Шевцовым, был в итоге одобрен Зориным, фамилия которого зафиксирована в титрах в качестве автора сценария.

 Жанр возник через популярную песенку Александра Цфасмана «С утра побрился, и галстук новый…», через лирические песни Булата Окуджавы. Вспомнились сатирические монологи и куплеты короля эстрадной политической сатиры Ильи Набатова, которые теперь, в начале 80-х, звучали весьма пародийно. Из детского послевоенного подсознания возникли все эти «натюрлих», «ферштейн» для фронтовика Саввы Игнатьевича, пушкинские стихи для Костика и многое другое. Оставалась ерунда — запустить картину в производство.— Михаил Козаков

## Сюжет

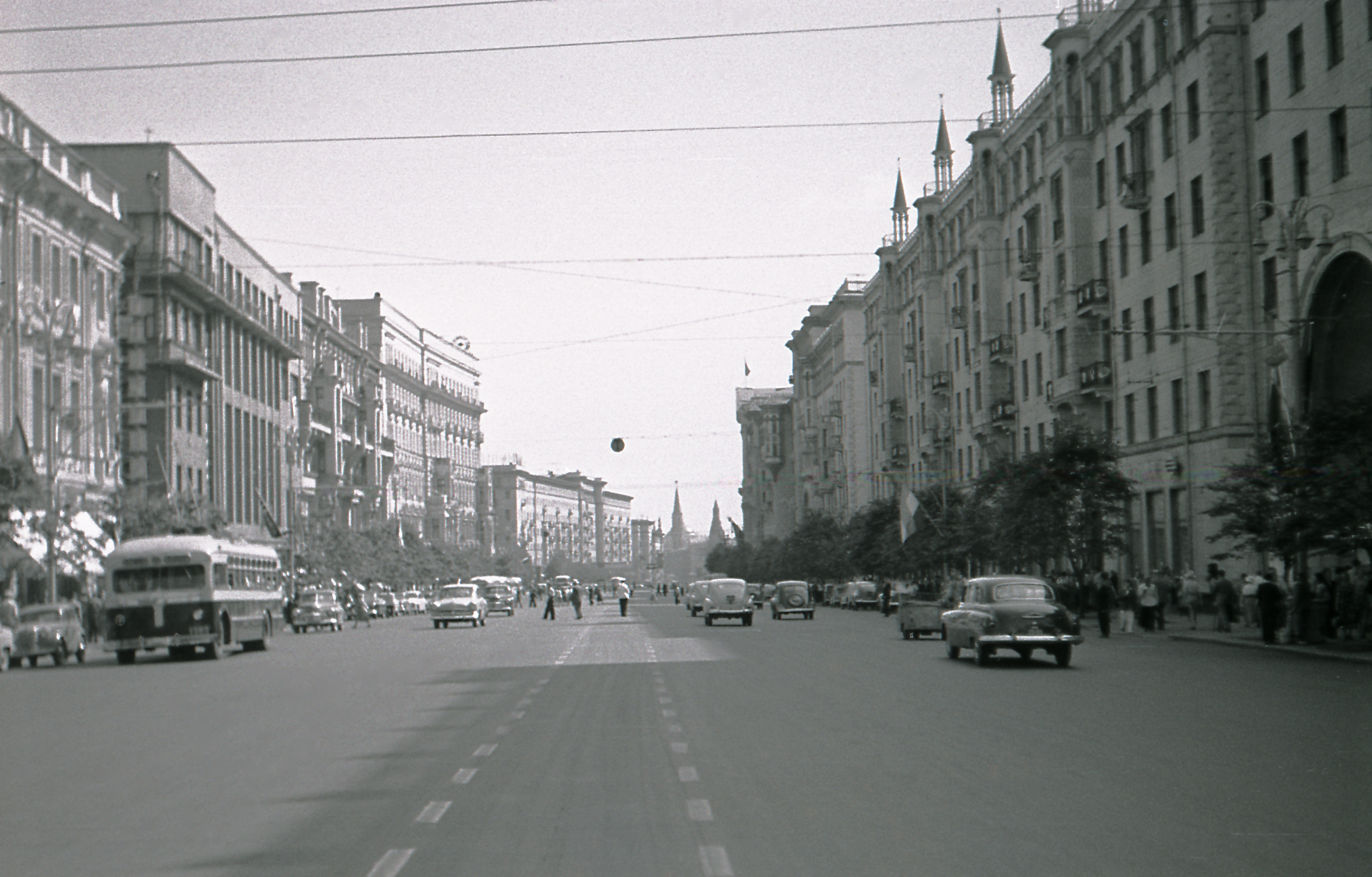
Москва, улица Горького. 1957 год

«Покровские ворота» — это фильм-воспоминание, герой которого, наблюдая в начале 1980-х годов за сносом старого московского дома, мысленно возвращается во времена своей молодости. Основное действие картины происходит в 1956—1957 годах. Аспирант-историк Костик Ромин (Олег Меньшиков), приехавший в столицу для учёбы в университете, поселяется в квартире своей тётушки Алисы Витальевны (Софья Пилявская). Жизнь обитателей коммунального «скворечника» заполнена курьёзными, романтическими и драматическими событиями. Так, немолодой артист Мосэстрады Аркадий Варламович Велюров (Леонид Броневой) влюбляется в пловчиху общества «Трудовые резервы» Светлану (Татьяна Догилева), однако та предпочитает проводить время с Костиком. Переводчица Маргарита Павловна (Инна Ульянова), живя в одной квартире с бывшим и будущим мужьями, стремится создать некий «тройственный союз». Прежний её супруг Лев Евгеньевич Хоботов (Анатолий Равикович), «отставленный, но не вполне отпущенный», мечтает освободиться от опеки Маргариты Павловны, которая весьма жёстко вмешивается в его отношения с медсестрой Людочкой (Елена Коренева).
Костик, включаясь в происходящие события, выполняет роль своеобразного медиатора. Он, к примеру, ведёт разговоры со склонным к алкогольным срывам Велюровым о том, что нужно победить пагубную страсть; при этом некоторая пафосность речей юного героя погашается озорными провокациями: «Аркадий Варламович, а не хлопнуть ли нам по рюмашке?». Благодаря Костику меняется жизнь Хоботова — организовав трюк с переодеванием в больнице, куда попал Лев Евгеньевич, Ромин помогает тому обрести свободу и воссоединиться с Людочкой. В биографии самого Костика также «грядут перемены» — герой разрывает связи с прежними подругами после знакомства с сотрудницей загса Ритой (Валентина Воилкова).
Дальнейшая судьба обитателей коммунальной квартиры неизвестна, и зритель не знает, обрёл ли Хоботов счастье с Людочкой, гармонично ли сложилась семейная жизнь Маргариты Павловны и гравёра Саввы Игнатьевича (Виктор Борцов), успешно ли развивалась дальнейшая артистическая деятельность и личная жизнь Велюрова (которому в итоге ответила взаимностью Света). В финале картины повзрослевший Костик (Михаил Козаков) задаётся вопросом: «Где вы теперь, друзья моей юности? / Вы, бескорыстные подружки?».

Скрылись за поворотом пятидесятые, отшумели шестидесятые, уже восьмидесятые проросли. Мы смотрим на развалины скворечника на Покровке с не меньшей грустью, чем режиссёр Михаил Козаков. С улыбкой, но не без горечи, он спрашивает больше себя, чем нас: «Молодость, ты была или не была? Кто ответит, куда ты делась?»— Алла Гербер. «Советская культура», 17 февраля 1983 года

## Выбор актёров
По утверждению Михаила Козакова, он при выборе исполнителей никогда не стремился проводить многолюдный отбор. «Покровские ворота» стали исключением: долгое время ни один претендент на роль Костика Ромина не устраивал ни режиссёра, ни других членов съёмочной группы, и на пробах были рассмотрены в общей сложности девятнадцать кандидатов. Поиски героя — «шпаликовского мальчика середины пятидесятых» — завершились лишь после того, как на площадку пришёл студент Щепкинского училища Олег Меньшиков (его фамилию записала жена режиссёра, случайно увидевшая юношу во время просмотра какого-то фильма по телевизору). Кинопробы Меньшиков провёл в паре с Татьяной Догилевой. Козаков и оператор картины Николай Немоляев сразу поняли: «У нас появился актёр, без которого бы не было нашей комедии. Дальше уже всё было проще…». Почти так же отреагировал на появление Меньшикова и сценарист Леонид Зорин, который ждал исполнителя, способного удовлетворить его «ностальгические претензии»: «Минуты хватило, чтобы понять: именно тот, о ком мечталось! Он был ещё студентом и словно излучал праздничный юмор весеннего возраста».
Я «Покровские ворота» видел, Миша Козаков.
И взгрустнулось отчего-то,  милый Миша Козаков.
Ностальгична, романтична  эта лента, милый мой.
Все играют в ней отлично.  Лучше прочих — Броневой.
В Театре на Малой Бронной роль куплетиста Аркадия Варламовича Велюрова с 1974 по 1981 год весьма успешно исполнял Григорий Лямпе. Однако когда началась работа над телеверсией, Козаков предложил создать образ эстрадника другому артисту — Леониду Броневому. Сознавая собственную правоту при выборе исполнителя, Козаков всё-таки переживал из-за того, что вынужденно «предал» своего товарища Лямпе.
Одним из претендентов на роль Льва Евгеньевича Хоботова стал Анатолий Равикович. В своих воспоминаниях он рассказывал, что поначалу сценарий, с которым актёр познакомился накануне кинопроб, его не воодушевил: «Материал показался мне уж очень литературным, и ситуация с бывшим мужем, которого опекает бывшая жена, выглядела натянутой, искусственно придуманной». Другим кандидатом был Андрей Миронов. Как утверждал Козаков, на актёра произвёл приятное впечатление спектакль «Покровские ворота», увиденный в театре, и Миронов просил дать ему возможность сыграть роль Хоботова.
Роль Саввы Игнатьевича предлагалась Никите Михалкову, но актёру «резко не понравился» сценарий, и от участия в фильме он отказался. В качестве претендентов на ключевые роли рассматривался также творческий дуэт — Наталья Гундарева и Евгений Лазарев, которые вместе работали в успешном спектакле Театра имени Маяковского «Банкрот». В результате были сформированы два состава участников «брачного треугольника» («два мужа при одной жене»). В первый состав входили Андрей Миронов, Наталья Гундарева, Евгений Лазарев; во второй — Анатолий Равикович, Инна Ульянова, Виктор Борцов. Худсовет одобрил первый — «звёздный» — состав; режиссёр же настаивал на том, чтобы привлечь к участию в ленте актёров, мало знакомых зрительской аудитории: «Коммуналка — это неизвестные лица. И среди них — одно известное, Велюров. Он — артист». Директор «Мосфильма» Николай Сизов, лично утверждавший кинопробы, оставил право выбора за режиссёром.
Елена Коренева, которой в картине была предложена роль медсестры Людочки, поначалу отказалась от съёмок. Её не вдохновили ни сценарий («какой-то натужный юмор… оперетта, да и только!»), ни героиня. Однако мать актрисы, Наталья Коренева, работавшая в «Покровских воротах» вторым режиссёром, сумела убедить дочь. В итоге Елена согласилась сыграть свою же «маму в лирическом шарже», сочтя, что наивность и бесхитростность Людочки были типичными чертами поколения 1950-х годов. Кроме того, Наталья Коренева предложила на роль Саввы Игнатьевича Виктора Борцова; она же — по наводке жены Козакова — нашла Меньшикова.
Приглашая в картину Марину Дюжеву, которой надлежало сыграть Анну Адамовну — гостью Костика, Козаков объяснил ей суть работы фразой: «Ты должна изобразить проститутку в монастыре». Роль пловчихи Светланы досталась Татьяне Догилевой после того, как от участия в картине отказалась Ирина Муравьёва. Козаков при встрече с Догилевой наглядно показал ей общий рисунок роли: «Они вот такие, знаешь, из ремесленного училища ходили». В качестве дворника в первый съёмочный день выступил декоратор картины. Инна Ульянова — исполнительница роли Маргариты Хоботовой — после съёмок подарила Козакову медаль «За спасение утопающих». Она искренне считала, что до встречи с ним «утопала» как актриса. В приглашении Евгения Моргунова на роль поэта Соева — «серьёзного поэта, писавшего плохие стихи», — писатель Лев Лайнер обнаружил прозорливость Козакова. По мнению Лайнера, режиссёр разглядел в комическом актёре «второе творческое „я“». Сам Моргунов считал, что Соев — одна из лучших его ролей.

## Запуск в производство
Отправляясь на телевидение со сценарием «Покровских ворот», Козаков был убеждён, что его намерение снять картину о Москве получит одобрение у руководителей творческого объединения «Экран», занимавшегося производством телевизионных фильмов. Однако директор ТО «Экран» Борис Хессин в разговоре с режиссёром заметил, что лента, в которой чувствуется ностальгия по хрущёвской оттепели, неуместна в начале 1980-х годов. В качестве компромисса Хессин предложил Козакову сыграть роль Дзержинского в картине Марка Орлова «Синдикат-2»: «Миша, хотите, чтобы вас запустили с вашей сомнительной комедией, сыграйте Дзержинского!» Затем от телеруководства последовали предложения продолжить работу над образом «железного Феликса» в двух других произведениях — «Государственная граница. Мирное лето 21-го года» и «20 декабря». На попытки Козакова отказаться Хессин реагировал словами: «Фильмы выйдут почти одновременно, не могут же там быть разные Дзержинские».
Несмотря на то, что в 1980 году Козаков ради «Покровских ворот» снялся в трёх фильмах о чекистах, вопрос о запуске картины об обитателях московской коммунальной квартиры долгое время оставался нерешённым. Помощь пришла со стороны актрисы МХАТа Софьи Пилявской. Зная о том, что председатель Гостелерадио СССР Сергей Лапин благоволит к МХАТу вообще и к Пилявской — в частности, режиссёр попросил у неё содействия. Софья Станиславовна пришла на приём к Лапину, и тот после беседы с актрисой дал согласие на съёмки. В «Покровских воротах» Пилявская исполнила роль тётушки Костика — Алисы Витальевны.
Перед началом съёмок выяснилось, что актёр Олег Меньшиков ранее был утверждён на одну из ролей в картине «Частная жизнь» Юлия Райзмана. Согласно воспоминаниям Леонида Зорина, он к тому моменту уже не видел иных создателей образа Ромина, кроме Меньшикова («Это был мой Костик, другого просто и быть не могло»), а потому написал постановщику «Частной жизни» письмо с просьбой отпустить молодого актёра в «Покровские ворота». В результате «Райзман с королевской щедростью отдал нам своего артиста». По другой версии, изложенной киноведом Эльгой Лындиной, окончательный выбор сделал всё-таки Олег. В «Частной жизни» ему предстояло работать с Михаилом Ульяновым. Поняв, что в этой ленте он рискует стать «фигурой окружения, почти фоновой для Ульянова», Меньшиков сам попросил Райзмана освободить его от съёмок в «Частной жизни», утверждала Лындина.

## Сдача картины
«Покровские ворота» снимались по заказу и при финансовой поддержке Гостелерадио СССР на «Мосфильме», в творческом объединении «Телефильм», руководителем которого был Сергей Колосов. Поэтому сдача картины проходила фактически в двух ведомствах. Сначала её оценивал худсовет «Телефильма», представители которого неоднозначно восприняли работу Козакова. Так, Марк Захаров сообщил во время обсуждения, что лента, представляющая собой «просто китч», его разочаровала. В то же время генеральный директор студии Николай Сизов признался, что комедия ему понравилась. Картина была принята Сизовым с оговоркой, что он не отвечает за реакцию «твоих заказчиков на телевидении».
На Гостелерадио акт о приёмке «Покровских ворот» подписала, сделав предварительно несколько небольших замечаний, редактор творческого объединения «Экран» Стелла Жданова. Формально утверждение фильма состоялось, однако его выход в эфир затягивался. Одной из причин, по которой картину негласно запретили к показу, стал отъезд в США Елены Кореневой — исполнительницы роли медсестры Людочки. Раздосадованный Козаков даже сочинил в связи с этой ситуацией стихотворение, содержавшее строки: «Я целый год потел зазря — / Артистка Коренева, фря, / Поставила мне клизму…». Далее выяснилось, что «Покровские ворота» вызвали возражения со стороны председателя Гостелерадио Сергея Лапина, который увидел в ленте искажение «образа советского воина» (речь шла о Савве Игнатьевиче). Согласно воспоминаниям Козакова, свои претензии к создателям «пасквиля» Лапин выразил словами: «Такие фильмы делают люди, сбегающие в Израиль или в Америку! Это же какой-то Зощенко!»
После многочисленных исправлений, внесённых в ленту по настоянию телевизионных руководителей, «Покровские ворота» всё-таки были допущены к эфиру. Премьерный показ состоялся на Центральном телевидении 11 февраля 1983 года. Однако и в последующие годы из фильма то вырезались, то возвращались обратно в кинотекст отдельные фразы и целые эпизоды. Так, на разных этапах из картины были изъяты употребляемые Саввой Игнатьевичем слова «натюрлих» и «ферштейн», исполняемые героями полька «Мой отец запрещал…» и песня «Розамунда»; во второй половине 1980-х годов в рамках антиалкогольной кампании сокращению подверглись сцены, связанные с пьянством Аркадия Велюрова. Отдельные вопросы советских идеологов вызывал финал, в котором мотоцикл Савранского, совершающий полёт над Воробьёвыми горами, словно рассекает пространство. Когда из ЦК КПСС на телевидение пришло письмо с вопросом: «Куда улетает мотоцикл Савранского?», режиссёр ответил: «Это время улетает».

## Режиссёрская работа

Михаил Козаков на съёмках фильма

Фильм «Покровские ворота» — это, по словам искусствоведа Елены Горфункель, авторское кино, в котором режиссёр «озвучил своим голосом пятидесятые годы». Если Леонид Зорин с «почти протокольной точностью» воспроизвёл в комедии события, происходившие в коммунальной квартире, то Козаков дополнил киноповествование собственными впечатлениями. В результате была сконструирована лирическая история с элементами театральности, представляющая собой «романтизированную схему» 1950-х годов, которая оказалась одинаково близка и драматургу, и режиссёру.
Фрагменты воспоминаний Козакова обнаруживаются во многих кадрах. Так, после возвращения из Канады в 1957 году Михаил Михайлович ходил по московским улицам в чёрной вельветовой куртке с оторочкой. Начав работать над «Покровскими воротами», режиссёр попросил художников по костюмам сшить точно такую же модель для Костика. Наряд для невесты героя Риты был создан опять-таки с учётом личных ассоциаций Козакова: «В это же время девушки уже перешли на нижние юбки (уже видны были коленки), и верх платья был максимально открыт». Перекличка с молодостью режиссёра обнаруживается и в сцене, когда тётушка героя Алиса Витальевна смотрит по телевизору кино, в котором «наши играют французскую жизнь». Речь идёт о снятой в 1956 году драме «Убийство на улице Данте» — именно в ней состоялся актёрский дебют студента Школы-студии МХАТ Михаила Козакова. Фоном эпизода с участием Анны Адамовны («Я вся такая внезапная, такая противоречивая вся») является отрывок из «Лебединого озера». По признанию режиссёра, включение фрагмента из первого акта балета в контекст картины отнюдь не случайно: «Лично у меня с этой музыкальной темой было многое связано в любовно-сексуальном плане».
По замечанию исследователя Елены Сабашниковой, в картине Козакова соединились театральные и кинематографические приёмы. К примеру, многие объекты, относящиеся к 1950-м годам, сняты короткими планами: зритель видит в кадре лишь часть двора, угол комнаты, фрагмент катка. Эти «вещественные признаки быта» являются «слагаемыми не кинематографического, а театрального зрелища». Зато съёмки эпизодов из начала 1980-х годов сделаны длинными планами: так, непрерывный кадр показывает, как повзрослевший Костик едет на машине по обновлённой Москве до тех пор, пока не останавливается возле разрушающегося старого дома. Соединение в фильме приёмов из двух видов искусства позволило, по мнению Сабашниковой, «переплести лирику и эксцентрику, дало возможность актёрам существовать в рамках предлагаемых обстоятельств легко, весело и озорно».
Система работы Козакова на съёмочной площадке трактовалась актёрами, участвовавшими в картине, по-разному. К примеру, исполнительница роли Светланы Татьяна Догилева рассказывала о «Покровских воротах» как о празднике: «Была блестящая компания, и заслуга Михаила Михайловича Козакова… он создал совершенно невероятную атмосферу во время съёмок». Режиссёр, по словам Догилевой, постоянно показывал актёрам, как нужно играть; он всегда приходил на площадку абсолютно подготовленным, зная текст любой роли наизусть. У Анатолия Равиковича сложилось иное впечатление — о съёмочном процессе он вспоминал как о «муках», которые «кончились только с последним словом на озвучивании». Козаков воспринимался Равиковичем, с одной стороны, как интеллектуал и знаток поэзии, с другой — как «мучитель, тиран, деспот», который любое отступление от сценария расценивал как «выпад против себя»: «Ему не хватало только плети, чтобы быть вылитым Малютой Скуратовым».

Возвращаясь в «Покровских воротах» из нынешних дней к дням не безусловно счастливым, М. К. не роняет себя сравнениями. Прошлое у него не помечено презрением к настоящему, его лиризм благороден и благодарен, память иронична. Из прошлого он вычёркивает кое-что, ему самому хорошо известное, — поскольку понимает законы жанра, водевиля, отторгающего сложное. М. К. вообще личность, отторгающая «тяжкие думы», неразрешимые вопросы, обиды и душевный мрак с помощью искусства.— Елена Горфункель

## Операторская работа
Московские объекты в двухсерийной картине снимались с разной скоростью. Иногда они пролетали в кадрах стремительно и почти неуловимо; иногда оператор Николай Немоляев сознательно — с помощью рапидной съёмки — притормаживал действие. Именно так — в замедленном темпе — был снят эпизод, показывающий снос дома, в котором прошла молодость героя. Спустя годы повзрослевший Константин с болезненной тоской наблюдает из окна автомобиля, как рушатся потолки и стены его «родного гнезда», «пчельника»; неспешно разлетающиеся камни добавляют горечи переживаниям и воспоминаниям Ромина.
По словам Николая Немоляева, одной из задач, стоявших перед ним в «Покровских воротах», было «перенесение» на экран песен Булата Окуджавы. В начале фильма звучит его песня «Живописцы, окуните ваши кисти». Оператору необходимо было найти образ, соответствующий тексту. В качестве изобразительного решения Немоляев предложил сделать «наплывы» камеры — этот способ позволил соединить в одном кадре старую и новую Москву, Новый Арбат и древние храмы, памятник Пушкину и жёлтые листья, напоминающие аплодирующие поэту ладони. Такая же «игра со временем» (соединение чёрно-белых планов 1950-х годов и цветных кадров 1980-х) присутствует и в финале картины; происходит своеобразная перекличка поколений.

И тогда писали, и сейчас пишут, что в картине показана «уходящая Москва». Но Москва никуда не уходит — она просто меняется. Конструктивизм «вырастает» из классицизма и ампира, следом появляются сталинские высотки, их дополняют «хрущёвки» — и в этом сама жизнь. В Москве нет законченности Санкт-Петербурга, она всегда живая.— Николай Немоляев

## Герои

### Костик Ромин

Костик Ромин

Герой Олега Меньшикова — это своего рода «анфа́н тери́бль» в пространстве ветшающей квартиры; он именно Костик, а не Константин, — единственное молодое лицо среди обитателей коммунального «скворечника». Ромин — «насмешник, говорун, утешитель», легко покоряющий сердца как серьёзных дам из учёной среды, так и девушек из спортивного общества «Трудовые резервы». Как отмечала один из первых рецензентов «Покровских ворот» Алла Гербер («Советская культура», 17 февраля 1983), Костик стремится втянуть в свой неудержимый ритм и других персонажей — он предлагает им «пережить игру страстей», настаивает на том, чтобы они выпрямились и решились на поступок. Герой напоминает Велюрову, что тот — артист, а значит, должен уметь «переодеваться». Ромин пытается донести до Хоботова, житейские проблемы которого обычно решали другие люди, что интеллигентному знатоку романской поэзии нужно наконец сделать «свой выбор». Костик говорит громко, ведёт себя подчас напористо — по словам Гербер, «такое было время — возбуждённое. Такое было поколение — напористое».
Если в пьесе Зорина и в спектакле, поставленном Козаковым на сцене Театра на Малой Бронной, «рассуждающий» шестидесятник Костик был близок к герою-резонёру, то в фильме этот же персонаж обрёл пластику и грациозность. Вместе с режиссёром Олег нашёл и сохранил на протяжении всей ленты «невероятный ритм»: его герой находится в постоянном движении, он легко включает окружающих (в том числе и зрителей) «во власть кипучего жизнелюбия, уверенной победительности». Именно ему доверена в фильме практически притчевая реплика: «И всё-таки поверьте историку — осчастливить против желания нельзя». По словам писателя Леонида Костюкова, Меньшиков играет в «Покровских воротах» не Зорина и Козакова в их юные годы — он воплощает «молодость как таковую».
Несколько иную трактовку образа предложила в 1990 году кинокритик Валентина Иванова, написавшая в очерке о Меньшикове, что «есть в этом Костике… и некоторый настораживающий прагматизм. Ещё далеко то время, когда такие милые, железные Костики захватят все главенствующие высоты, но этот уже сегодня не теряется». Иванову поддержала киновед Эльга Лындина, которая сочла, что страсти, ссоры, примирения, происходящие на территории коммунальной квартиры, — «всё для Костика как бы не настоящее, выдуманное старыми дядями и тётями». Для героя, по версии Лындиной, участие в жизни соседей — не более чем развлечение: «Разумеется, он не Растиньяк, было бы слишком жестоко предъявлять нашему чаровнику такой счёт. Костик просто занят исключительно собой, тем, что может раскрасить его дни». Даже выбор невесты, которая до определённого момента возникала в грёзах героя в образе Прекрасной Дамы, служит своеобразным подтверждением жизненной стратегии Ромина: «Прелестная девушка происходит из весьма высокопоставленной семьи… Костик и здесь не прогадал».
Кинокритики, оценивая работу Меньшикова в «Покровских воротах», обращали особое внимание на «бесспорные профессиональные умения» молодого артиста, ставшего в картине «идеальным воплощением чистой водевильной тональности». При этом, согласно воспоминаниям Анатолия Равиковича, во время съёмок Олег отличался предельной дисциплинированностью, дистанцировался от окружающих, отстранялся от шумных компаний, был целиком сосредоточен на работе и в паузах между дублями обычно просматривал сценарий. Именно профессионализм Меньшикова, проявленный им в картине Козакова, в дальнейшем сделал актёра «заложником репутации», считает писатель и публицист Дмитрий Быков:

Таким же заложником репутации в нашем кино стал Олег Меньшиков, у которого было решительно всё, чтобы называться секс-символом, отчасти, пожалуй, он даже стал им ненадолго, но лишь на излёте советских времён, когда играл Костика в «Покровских воротах». Тогда он был равен себе и не просто «показывал» Костика, но был им. Такую честность и адекватность зритель ценит по-настоящему. Поздний Меньшиков — классический заложник замечательной профессиональной выучки.

### Хоботов

Возлюбленная Хоботова Людочка в его комнате

Лев Евгеньевич Хоботов — это рафинированный интеллигент, абсолютно не приспособленный к жизни (по оценке Саввы Игнатьевича, «выдающийся феномен», который из-за своей исключительной языковой подкованности не имеет «равновесия в голове»). В определённый момент его супруга Маргарита Павловна «предпочла специалисту по дактилю специалиста по штихелю», однако полностью бывшего мужа не отпустила. Беспомощный и «изящно старомодный» Хоботов отрешён от быта — впервые он появляется в фильме в тот момент, когда пытается на кухне, отсчитывая вслух секунды, сварить на завтрак яйцо. Самостоятельное приготовление утреннего блюда оборачивается для него провалом, и Маргарита Павловна даёт прежнему спутнику жизни язвительную характеристику: «Кулинар!». Чуть позже зритель видит героя в процедурном кабинете — находясь на кушетке, а затем подтягивая брюки, он благодарит медсестру Людочку: «Мне было так хорошо! … Вы так это делали…». По воспоминаниям Анатолия Равиковича, эпизод с витаминным уколом в поликлинике снимали полдня — режиссёр, добиваясь нужной интонации, заставлял актёра многократно повторять одну и ту же фразу. В этот момент исполнитель роли Хоботова мысленно переживал: «А ведь я думал, что я приличный артист».
Комната Хоботова — явное свидетельство того, насколько её хозяин далёк от бытовых, приземлённых вещей: у него нет ни шкафа для одежды, ни стеллажей для книг, ни штор на окнах. Отсутствие штор, по мнению исследователя Натальи Шипулиной, связано не только с обыденной беспомощностью героя, но, возможно, и с тем, что ему не хватает воздуха: Лев Евгеньевич чувствует постоянное давление со стороны бывшей жены, которая упорно «не желает выпустить его из своих слишком тесных объятий». Хоботов рвётся к свободе и в то же время боится её. В финале картины мотоцикл Савранского, выполняющий роль свадебного экипажа Людочки и Хоботова, словно пересекает черту между эпохами: получившие свободу возлюбленные остаются в отстёгнутой коляске рядом с орудовцем 1950-х годов, а стремительный байкер, прорубив временную дыру, оказывается в Москве 1980-х.
Хоботов, по определению литературоведа Станислава Рассадина, — это постоянно попадающий в нелепые ситуации «белый клоун». Проведя условное сравнение коммуналки у Покровских ворот с «Вороньей слободкой» из романа Ильфа и Петрова «Золотой телёнок», Рассадин утверждал, что Лев Евгеньевич как воплощённая неприспособленность к жизни — это «оправданный Лоханкин», «лоханкинский прототип».

### Велюров

При сдаче фильма на телевидении «бдительные начальники» углядели на решётке сада шестиконечную звезду

В комнате Велюрова особое место занимает афиша, на которой хозяин — артист Мосэстрады — изображён в концертном костюме; признаком его творческой успешности является лежащая на рояле алая роза. Исполнитель роли Аркадия Варламовича Леонид Броневой, с одной стороны, создал остроумную пародию на популярных куплетистов середины XX века, таких, например, как Илья Набатов, выступавший с номерами на актуальные политические темы. С другой стороны — актёр воплотил на экране образ человека хоть и тщеславного, склонного к алкогольным срывам («А кто не пьёт? Назови! Нет, я жду!»), но всё же сохраняющего даже в самых пикантных ситуациях своеобразное обаяние. Броневой предельно шаржирует слабости и комплексы своего персонажа. В эстраднике Велюрове нет цинизма, зато порой проскальзывают наивное простодушие и неприкаянность.
Во время концертов Велюров, которого настигла поздняя любовь к юной пловчихе Светлане, мог забыть про патетику и вместо заявленных в программе злободневных куплетов («Взял Ромео для Джульетты / В магазине две котлеты. / Съели оба те котлеты — / Нет Ромео, нет Джульетты») исполнить ради своей «наяды» лирическую песню «Всё стало вокруг голубым и зелёным» из популярного фильма 1940-х годов «Сердца четырёх».

Броневой точно сошёл с эстрады тех лет, его пафос — тоже пафос пятидесятых, только в другом, юмористическом качестве. Но сколько за ним растерянности, неуверенности, одиночества! И сколько понимания в глазах девчонки из «ремеслухи», уморительно точной Тани Догилевой.— Алла Гербер

### Маргарита Павловна и Савва Игнатьевич

Лев Евгеньевич Хоботов, Маргарита Павловна, Савва Игнатьевич за столом

Почти половину комнаты, в которой проживают переводчица Маргарита Павловна и гравёр Савва Игнатьевич, занимает круглый стол, являющийся своеобразным символом домашнего очага. За семейный стол хозяйка комнаты нередко усаживает Хоботова — его почти насильно привлекают к «тройственному союзу», вызывающему повышенный интерес у окружающих. Подчас Маргарита Павловна сознательно устраивает «смотрины», демонстрируя обоих мужей пришедшим в гости коллегам, — во время таких «представлений» у неё появляется возможность сказать, что это не «высокие отношения», а «нормальные — для духовных людей».
Героиня считает, что без её опеки бывший супруг пропадёт; она убеждает себя и окружающих, что нести ответственность за бывшего супруга — это её «крест». Актриса Инна Ульянова играет не хищницу, а женщину, которая напористо ищет счастья — «и духовного, и физического одновременно». Этой гармонии Маргарита Павловна добивается всеми доступными себе способами. Нарушая границы частной жизни Хоботова, она подслушивает его телефонные разговоры, даёт едкие характеристики возлюбленной Льва Евгеньевича («Я видела её узкий лобик!») и общается с Людочкой столь категорично, что после диалогов с дамой-переводчицей эмоциональная девушка дважды в отчаянии покидает квартиру.
Новый муж Хоботовой — Савва Игнатьевич — выступает в этой истории в знакомой ему роли солдата — бывшего фронтовика. Называя Маргариту Павловну «сказочного ума женщиной» («Характер — хоть фронтом командуй»), он с готовностью выполняет любые её распоряжения: «Приказывают жениться — женится, приказывают охранять бывшего мужа — охраняет». При этом он относится к Хоботову с искренним сочувствием: «Потерпи, Лев, на фронте и не такое терпели». Несмотря на пикантность сложившейся ситуации, заботливый, иногда по-детски незащищённый Савва не выглядит жертвой обстоятельств — он, по словам Аллы Гербер, «не жалок, а достоин». Герой сохраняет природную непосредственность и не тушуется даже в эпизоде, когда ему приходится развлекать чопорных гостей дома песней «Розамунда». Как вспоминал исполнитель роли Саввы Игнатьевича Виктор Борцов, сцену с «Розамундой» снимали целый день; для актёра, не владевшего немецким языком, текст был специально записан на стене (один из куплетов сократили при монтаже картины). Режиссёр, объясняя перед съёмками задачу, стоящую перед Борцовым, отметил, что Савва — это «артист двора», в котором его любят и ждут.

### Другие персонажи
Татьяна Догилева сыграла в картине роль Светланы — жизнерадостной, брызжущей весельем пловчихи из общества «Трудовые резервы». Часть действия проходит в бассейне, но Догилева там не плавала: вместо неё снималась дублёрша. Зато актриса сама исполняла стильные танцы. По словам режиссёра, он лично обучал Меньшикова и Догилеву движениям популярного во времена его молодости рок-н-ролла, и всё равно в результате получилась только «слабая пародия» на танцы 1950-х годов.
После встречи со своей возлюбленной Ритой Костик оповещает окружающих: «Грядут перемены!» Рита появляется в картине в первых же кадрах — мчащийся на мотоцикле Савранского Костик видит идущую лёгкой походкой незнакомку и даже приветственно машет ей рукой, однако эта случайная встреча скоро забывается. Позже почти мистический образ сказочной феи возникает в ночном троллейбусе. Затем герой видит её танцующей на катке — то ли реальную девушку, то ли свою мечту-фантазию о ней. Наконец, в загсе, во время бракосочетания Маргариты Павловны и Саввы Игнатьевича, происходит настоящее знакомство Костика и Риты. В пьесе «Покровские ворота» невесту Костика зовут Алевтина. Козаков во время работы над фильмом решил «вернуть биографически достоверное для Зорина имя» (жену драматурга звали Генриетта). Зорин отмечал сильное портретное сходство его супруги в молодости с актрисой Валентиной Воилковой, исполнявшей роль Риты.
Мотоциклист Савранский, совершающий в картине полёты, напоминающие телепортацию, — это, по словам исследователя Натальи Шипулиной, «байкер-чародей». В 1980-х годах исполнитель роли Савранского Леонид Машков был весьма известным каскадёром и тренером сборной Москвы по мотоболу. Перед запуском «Покровских ворот» Машкова пригласили в трюковой отдел «Мосфильма» и дали прочитать сценарий. Мотоциклист был утверждён на роль и сыграл в десяти эпизодах картины. Сцена полёта Савранского над Москвой оказалась сокращённой — по изначальной задумке, парение в воздухе длилось несколько минут, однако такая протяжённость не соответствовала стандартам телевизионного хронометража: «Там были комбинированные съёмки. На столе, напротив экрана три на десять, стоял мотоцикл, пускали картинку, я заводил мотор, заднее колесо вращалось, а переднее крутил ассистент…» По словам Машкова, после выхода картины у него состоялась беседа с одним из руководителей ДОСААФа — тот выразил недовольство, что «Савранский» снимался в «затрапезном шлеме»: «Мы что, тебе нормальный шлем не могли дать?»
В роли повзрослевшего Константина Ромина снялся Михаил Козаков. В картине он словно с некоторым сомнением задаёт себе и зрителям вопрос: «Молодость, ты была или не была?» Для финальных сцен режиссёр попросил исполнителей, чтобы они принесли свои детские и юношеские фотографии. Эти чёрно-белые снимки, появившиеся в титрах рядом с фамилиями актёров, словно заставили время остановиться или даже направиться в обратную сторону.

Он, режиссёр, и мы, телезрители, прощаемся с фильмом, с юностью, с 50-ми, как прощаются, зная, что навсегда. Завершается непременнейшим хэппи эндом комедийный сюжет, мчится полусимволический мотоцикл, увозя от погони зыбкое хоботовское счастье, и — стоп!.. Стоп!.. Стоп!.. Вспышки магния — и навек застывают физиономии персонажей, всех, без разбору значения и достоинств, будто фото в домашний альбом.— Станислав Рассадин

## Коммунальная квартира
В течение десятилетий (вплоть до начала 1960-х годов) коммунальная квартира была в СССР наиболее распространённым видом жилья, и это явление нашло отражение в произведениях литературы и искусства, в том числе в кинематографе. Коммунальный быт фигурировал во многих советских фильмах — в их числе «Подкидыш», «Дом, в котором я живу», «Июльский дождь», «Пять вечеров», «Осенний марафон» и другие. В «Покровских воротах» создан идеализированный образ коммуналки, считает писатель Леонид Костюков. Сравнивая картину Козакова с лентой Никиты Михалкова «Пять вечеров», вышедшей на экраны несколькими годами ранее, Костюков отмечает, что в этих фильмах воссоздана схожая среда обитания, однако интонационно они разнятся. В «Пяти вечерах» есть много нервных диалогов, но нет ностальгии; возможно, это связано с тем, что время действия пьесы Александра Володина, по мотивам которой снят фильм Михалкова, почти совпадало с периодом её написания (1958 год). Володин не создавал двадцатилетней ретроспективы и работал над произведением без временно́й дистанции.

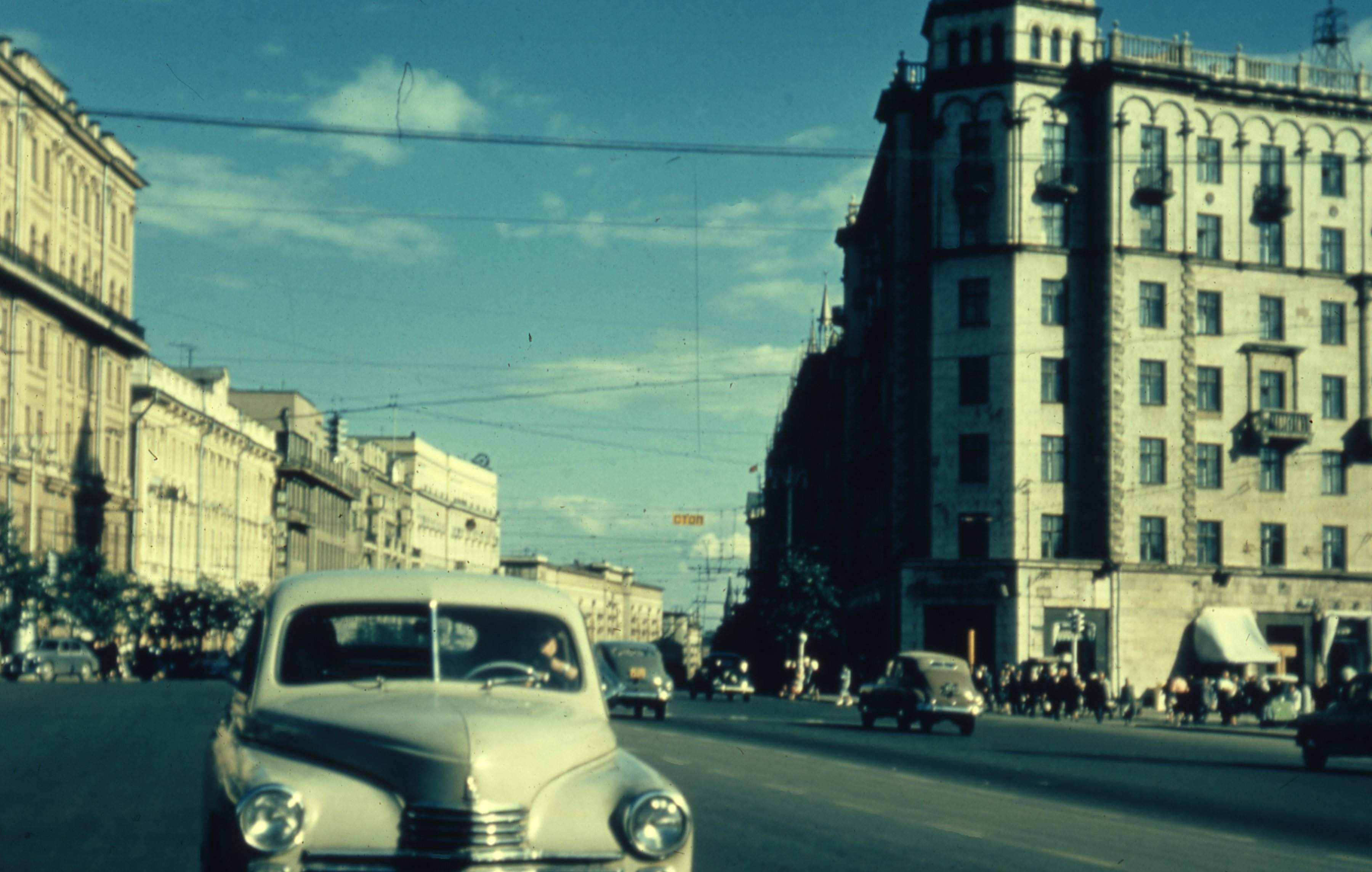
Москва. 1958 год

Интерьер коммунальной квартиры, в которой разворачивается значительная часть действия «Покровских ворот», был воспроизведён в одном из павильонов «Мосфильма» — там художники и декораторы построили просторный холл с полукруглым окном, выходящим на лестничную площадку и гармонично сочетающимся с московским ампиром дома, в котором «поселились» герои. Создатели фильма и его персонажи по-разному называли это жилище: Зорин упоминал о нём как о пчельнике; Костик, возвращаясь ночью домой, произносил: «Спит родимый аквариум». В диалоге с новым мужем Маргариты Павловны Ромин даёт формулировку явлению, которое обрело особую актуальность в 1950-х годах: «Ты, Савва, выражаешь собой исторический процесс — исход москвичей из общих ульев в личные гнёзда».
В коммуналке у Покровки — пять комнат, каждая из которых несёт отпечаток личности хозяина. К примеру, резная мебель, антикварные вещи, старинная скатерть, изысканное обрамление фотографий в помещении Алисы Витальевны указывают на аристократизм его владелицы, выполняющей роль стража коммунального «скворечника». В комнате её племянника-аспиранта есть письменный стол, книги, гитара, гимнастические кольца и висящая на стене посмертная маска Пушкина. Общественное пространство квартиры включает кухню с отпадающей кафельной плиткой, коридор с облезшими обоями и висящим на стене телефоном, а также весьма запущенную ванную комнату с мутноватым зеркалом. Не только в «Покровских воротах», но и в других советских фильмах, показывающих коммунальный быт, обнаруживается общая черта — недостаток приватности. В коммуналке — максимально открытом, проницаемом мире — уединиться было практически невозможно, и соседи обычно досконально знали подробности личной жизни друг друга. Так, попытки Хоботова оградить себя от докучливого внимания Маргариты Павловны оказались обречены на провал ещё и потому, что висящая в её комнате карта Южной Америки представляет собой не только деталь интерьера, указывающую на профессиональные интересы хозяйки — переводчицы с испанского и португальского языков, — это также своеобразная ширма, которая заслоняет стеклянную проходную дверь, ведущую в комнату Льва Евгеньевича.
Своеобразным аналогом коммуналки является дача. В «Покровских воротах» непосредственного действия на даче не происходит, однако рассказ Саввы Игнатьевича о жизни в «тихом месте» с его условными заборами, прозрачным бытом и проницаемостью жизни соседей подтверждает, что коммунальные отношения москвичей переносились и за городскую черту. Именно «на природе» проявилось полное неумение Хоботова решать хозяйственные проблемы; там же начались отношения Маргариты Павловны с мастеровитым соседом: «Я её вечером успокаивал, и вдруг она, понимаешь, говорит: „Оставайтесь, Савва Игнатьевич“. Я, конечно, по стойке „смирно“».
В финале картины из закадрового текста, произносимого повзрослевшим героем на развалинах старого дома, оказались изъяты слова, включённые в концовку пьесы Зорина: «Над Кузьминками и Очаковом, / над Матвеевским и Крылатским / Звёзды уже на других полуночников / Проливают игольчатый свет». Окраинные топонимы не вошли в контекст фильма, возможно, потому, что в эпоху расселения коммунальных квартир новые, отдалённые от центра районы воспринимались москвичами как «гибрид деревни, провинции и рабочего посёлка». Москвичи тяжело расставались с привычной для них средой обитания. Со временем стали забываться все нелепости совместного сосуществования и конфликты на общих кухнях; у многих память сохранила лишь светлые моменты, связанные с общением (жили «все вместе, как семья») и взаимовыручкой. В фильме эта поддержка ближнего проявляется в таких, например, эпизодах, как подготовка к свадьбе Маргариты Павловны и Саввы Игнатьевича и активная помощь соседей в перевозке Хоботова, страдающего, по предположению бывшей жены, от болей из-за приступа аппендицита. Создавая в «Покровских воротах» романтизированный образ коммунальной среды, Михаил Козаков подчёркивал, что это «кино об аромате минувшего».

## Образ Москвы. Приметы времени

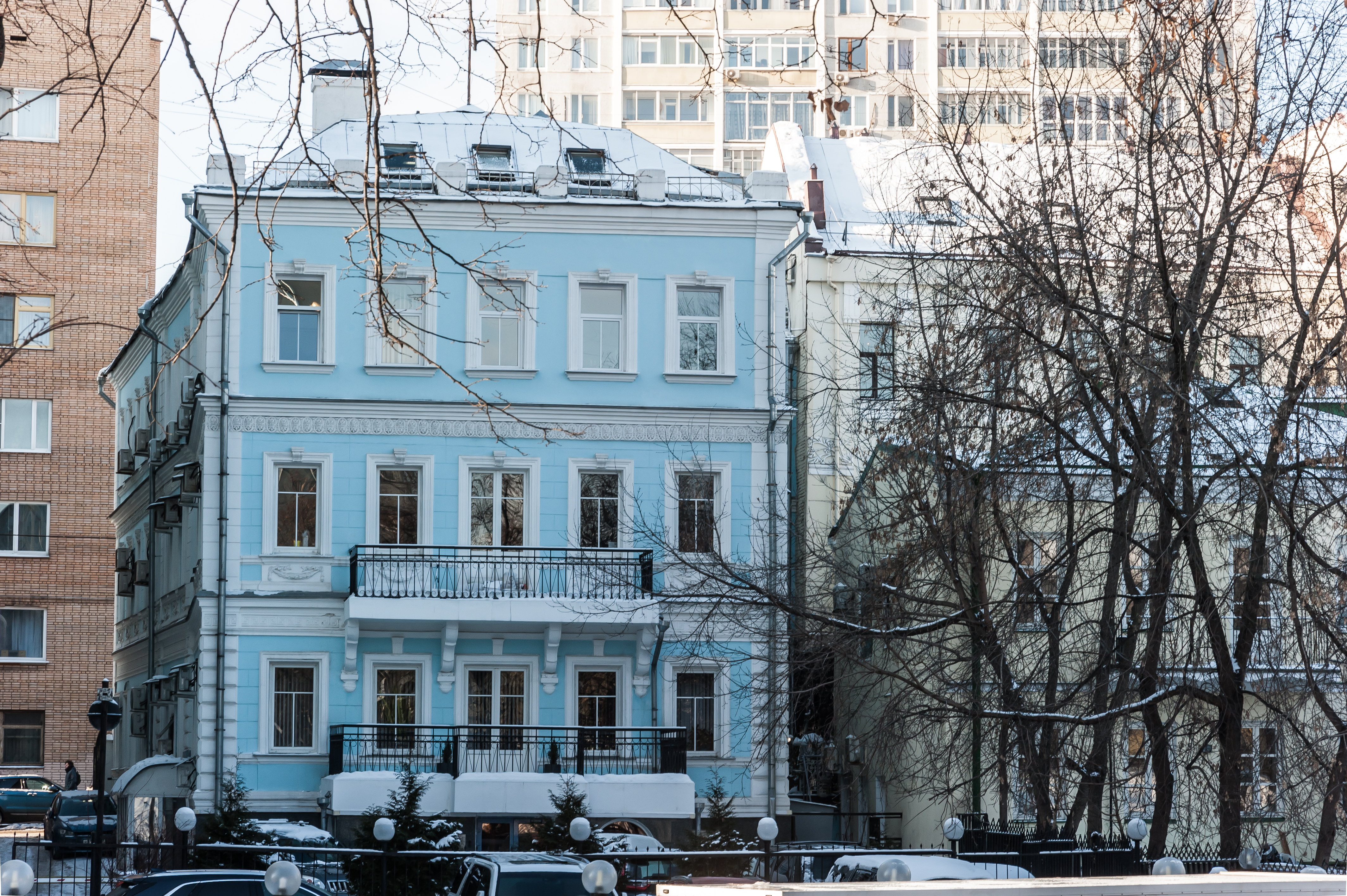
«Дом Костика». Нащокинский переулок, 10. Вид со стороны Гоголевского бульвара в 2019 году

Москва в «Покровских воротах» опоэтизирована; это не просто фон, на котором разворачивается действие, а один из ключевых персонажей ленты. Свидетельством того, что город в картине «очеловечен», является признание героя, который за кадром рассказывает о своём отношении к столице: «Я приехал в Москву из родного города и учился в университете. / Я увидел Москву и сразу влюбился в неё. / А она меня яростно обвивала / То Бульварным кольцом, / То Садовым кольцом. / А она меня тянула сквозь улицы / И заворачивала в переулки, / Пока, окончательно оглушённого, / Не отпускала для передышки / В коммунальный очаг у Покровских ворот». Москва, по утверждению героя, молодеет, тогда как сам он стареет.
При этом город, показанный в фильме, уже фактически исчез — зрителю представлена «историческая реконструкция» советской столицы середины XX века. Создатели картины, по мнению писателя Леонида Костюкова, смотрят на Москву сквозь «ностальгические слёзы». Именно в 1980-х годах, когда снимались «Покровские ворота», начала постепенно исчезать из московской жизни так называемая дворовая культура. В картине же это явление показано во всём многообразии: дети гоняют футбольный мяч, взрослые устраивают дворовые турниры по шахматам и домино, юный Яша на балконе играет на скрипке под приглядом дедушки (эту роль озвучивал Георгий Вицин), «выпуклые и хара́ктерные» старушки на лавочках занимаются рукоделием и «вечным обсуждением дел соседей».

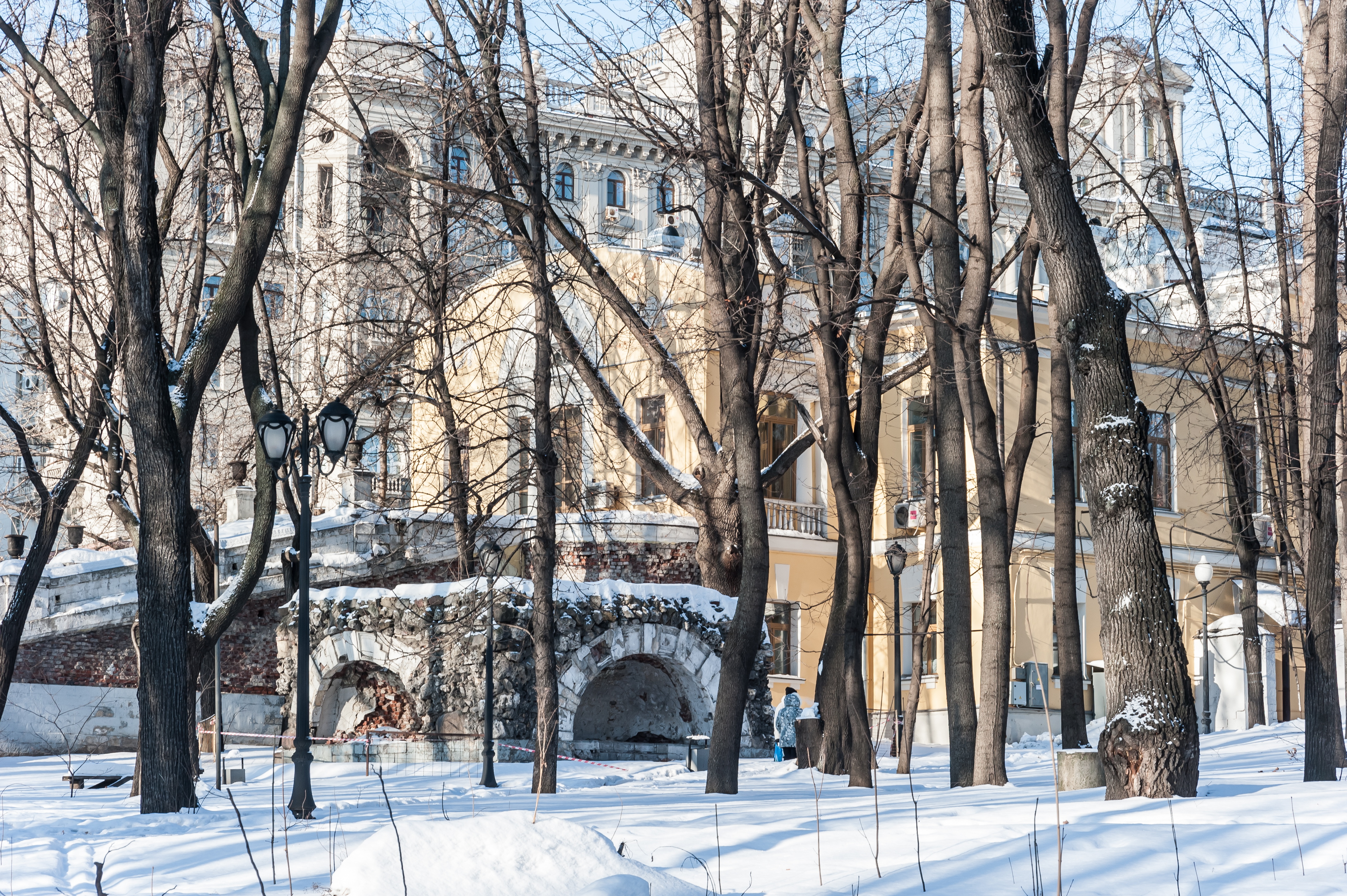
Парк Центра спортивной медицины в 2019 году

Костик в разговоре с соседями упоминает, что «по генплану наш теремок будут сносить». Сам же дом, выбранный создателями картины для съёмок (Нащокинский переулок, 10, фасадом выходящий на Гоголевский бульвар), сохранился и в XXI веке, но в реконструированном почти до неузнаваемости виде — был надстроен четвёртый этаж, на третьем появился ещё один балкон. Во время съёмок в кадре рушится не дом Костика, а старый московский кинотеатр.
Москва в «Покровских воротах» — это большое пространство, вмещающее в себя как известные объекты (например, памятник Пушкину), так и безымянные парковые сооружения. Одно из таких скульптурных изваяний — пионер с мячом — периодически появляется в дворовых кадрах. Эта фигура была ради съёмок тайно, с помощью подъёмного крана, вывезена ночью с территории, прилегавшей к дому, где проживала художник картины Людмила Кусакова. Исчезновение изваяния так и осталось незамеченным.
Значительная часть натурных съёмок проходила на Бульварном кольце. Именно там садятся в трамвай КМ Людочка и Хоботов. Четырёхосные высокопольные трамваи этой серии, производившиеся на Коломенском заводе, курсировали по Москве с 1926 по 1974 год. В одном из эпизодов Савва Игнатьевич демонстрирует билеты, которые ему удалось «урвать» в кассах кинотеатра «Колизей» на фильм «Карнавальная ночь». Кинотеатр «Колизей» существовал на карте Москвы с 1914 года, причём показ фильмов в этом здании время от времени прекращался; иногда киносеансы чередовались со спектаклями, которые ставились там разными театральными коллективами. С 1974 года в помещении бывшего «Колизея» базируется театр «Современник».

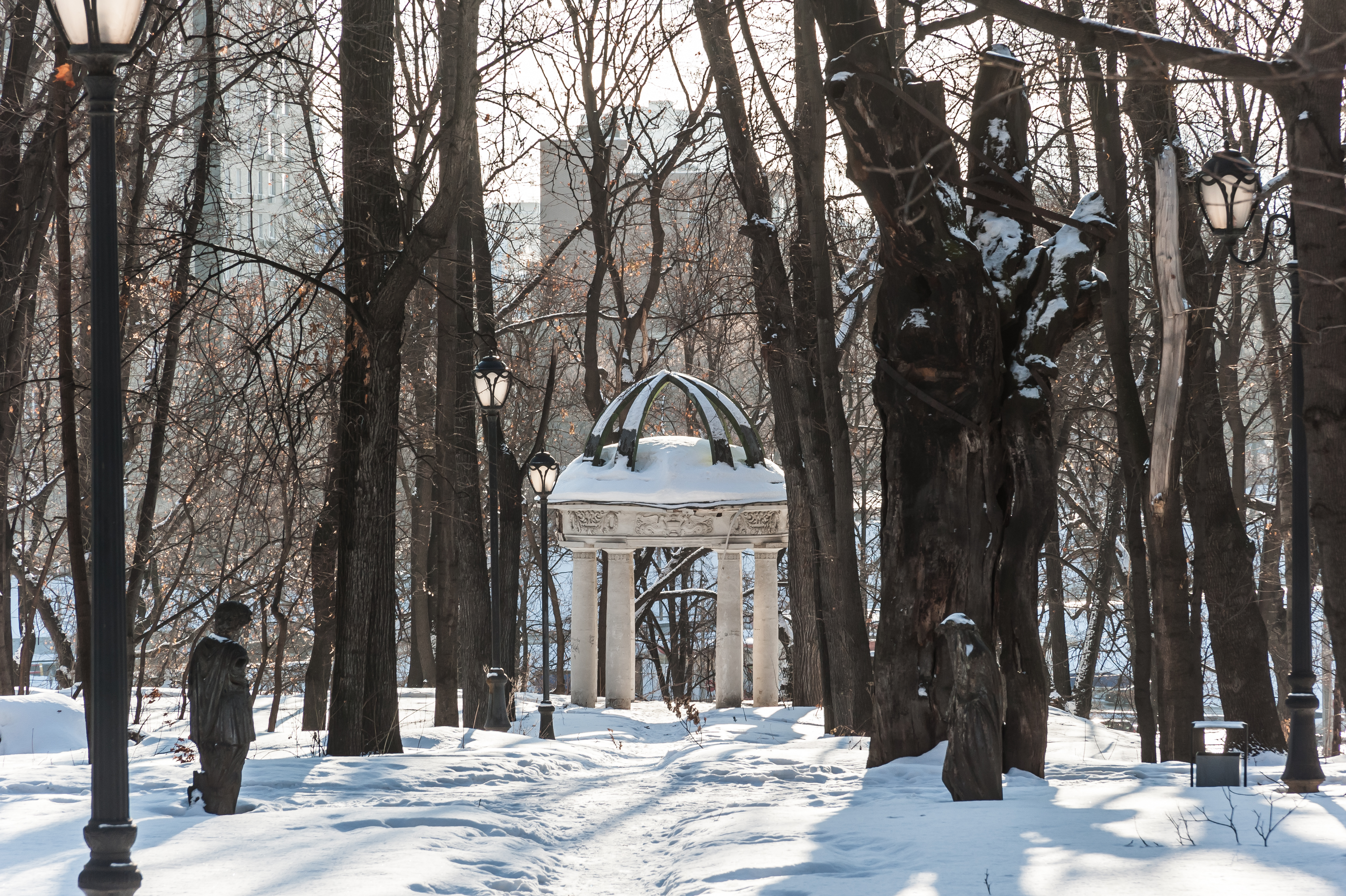
Парк Центра спортивной медицины в 2019 году

Чета Орловичей, побывавшая в гостях у Маргариты Павловны и оценившая её брачную ситуацию фразами «В нём есть нечто подлинное» и «Высокие, высокие отношения!», уезжает домой на такси, в роли которого выступает ГАЗ-М-20 «Победа». Эта модель выпускалась на Горьковском автозаводе в 1946—1958 годах и была настоящей «рабочей лошадкой»: по столице ездили тысячи «побед» жёлтого цвета, с номерными знаками такси «ЭЖ» (в ироничной московской среде расшифровка звучала как «Это жулик»).
Куплетист Аркадий Велюров выступает перед публикой на летней сцене-раковине, которая являлась частью садово-парковой эстрады Москвы. Эпизод, в котором Велюров-Броневой исполняет песню «Всё стало вокруг голубым и зелёным», привлёк во время сдачи фильма внимание телевизионных начальников — им показалось, что узор на решётке эстрады сада «Эрмитаж» (там проходили съёмки) напоминает по очертаниям шестиконечную звезду. Эпизод удалось отстоять — он не был удалён и сохранился в ленте.

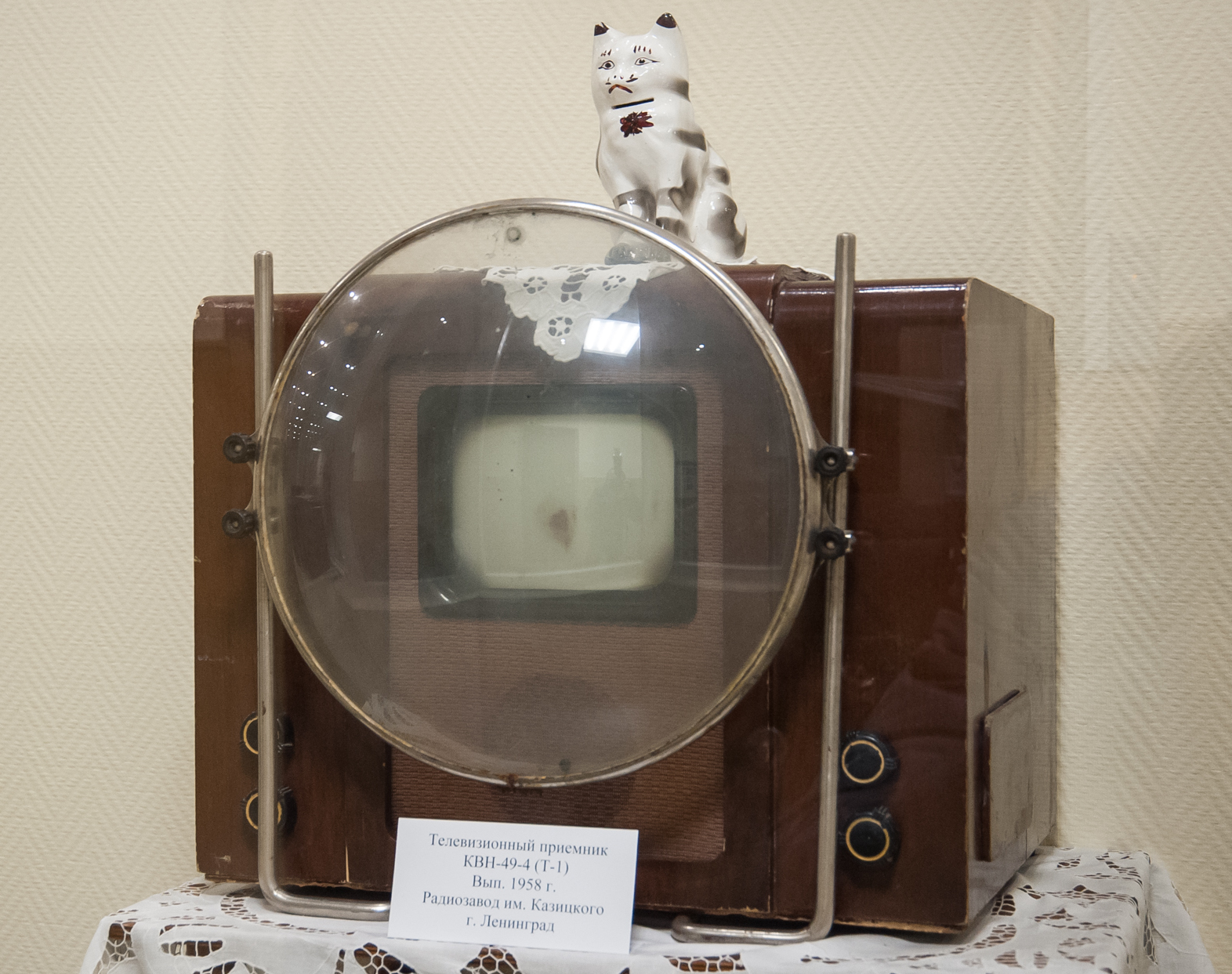
Телевизор «КВН-49», использовавшийся во время съёмок. Экспонат музея «Мосфильма»

Особую роль в «Покровских воротах» играет каток — на нём в определённый момент встречаются почти все герои картины: «маленькие огоньки гирлянд, сугробы, радостные люди, свитера „с оленями“ и новогодняя ёлка. Всё красиво, чуть наивно и очень радостно». Фраза Саввы Игнатьевича («Соседский мальчишка возьми да и скажи: я, мол, Льва Евгеньевича видел — катается на Чистых прудах») даёт отсылку к месту действия. Однако съёмки проводились не на Чистых, а на Патриарших прудах.
Когда женщина-хирург выносит вердикт в отношении Хоботова («Резать к чёртовой матери, не дожидаясь перитонитов!»), Льва Евгеньевича увозят в больницу. Для съёмок лечебного учреждения создатели картины использовали Центр спортивной медицины (Земляной вал, 53). В больничном парке вплоть до XXI века сохранились объекты, попавшие в ленту: беседки, скульптуры и грот, в котором выступал переодетый в пижаму Велюров. Финальные сцены картины относятся к маю 1957 года, но в кадре на дорожках видны осенние опавшие листья.
Невеста Костика Рита живёт на Котельнической набережной — в одной из семи сталинских высоток. Здание было возведено по проекту Чечулина и Ростковского; в доме в разные годы жили Фаина Раневская, Александр Твардовский, Евгений Евтушенко и другие деятели литературы и искусства. Реальные приметы времени зафиксированы во множестве мелочей, таких, например, как спортивный костюм пловчихи Светланы или дизайн пивного ларька. Показателем хорошего вкуса в ту пору считались духи «Красная Москва» — именно их должен преподнести Костик маме Риты. В комнате Алисы Витальевны стоит чёрно-белый телевизор «КВН-49» — первая массовая модель, выпускавшаяся в СССР с 1949 до 1960-х годов.

## Песни и куплеты
По мнению Михаила Козакова, «лежащая на поверхности идея сцементировать» «Покровские ворота» песнями Булата Окуджавы стала одной из причин зрительского успеха фильма. Открывается картина написанной в 1959 году песней «Живописцы, окуните ваши кисти». Как писал литературовед Владимир Новиков, это произведение, посвящённое художнику Юрию Васильеву, является «эстетической декларацией» автора. В том же 1959 году Окуджава сочинил звучащую в «Покровских воротах» «Песенку об Арбате». Булат Шалвович рассказывал, что она вошла в репертуар известного эстрадного ансамбля, при этом в строчке «Ах, Арбат, мой Арбат, ты — моя религия» кого-то покоробило последнее слово, несущее «религиозный настрой», — его пытались заменить на «реликвия», однако такой вариант не прижился. Вошедших в картину «Часовых любви» (1958) молва, по утверждению Станислава Рассадина, истолковывала как «песню о проститутках». Это произведение, иллюстрирующее сцены свиданий героев, содержит в оригинальном авторском тексте строчку «Часовые любви на Волхонке стоят…», с которой начинается третий куплет. В фильме произошла замена названий объектов — «… у Покровских стоят». Как отмечал литературовед Анатолий Кулагин, подобные вариации московских топонимов Окуджава производил во время исполнения совершенно безболезненно.
Основную музыкальную тему к «Покровским воротам» написал джазовый композитор и дирижёр Георгий Гаранян, который рассказывал, что первые наброски, которые он наиграл режиссёру на рояле, Козакова не устроили. Впрочем, те же самые фрагменты, записанные с оркестром, произвели на постановщика иное впечатление.

Он приходит на запись и говорит: «А что это вы тут такое миленькое даёте?» — «А вот то, от чего ты два дня назад собирался отказаться!» — Он очень мило посмеялся, эпизод был записан. И до сих пор эта музыка звучит в фильме.— Вера Назарова. Джаз лишился своей легенды. 11 января 2010 г.
В начале картины показано, как в разрушающемся доме игла патефона касается старой пластинки, — начинает звучать тема «Девушка спешит на свидание» в исполнении джаз-бэнда «Мелодия». В сцене «на катке» звучит песня Анатолия Новикова на стихи Льва Ошанина «Вьётся лёгкий вечерний снежок…», исполняемая Зоей Рождественской (запись 1948 года в сопровождении оркестра под управлением Николая Минха). Песня Александра Цфасмана «Неудачное свидание» («Тебя просил я быть на свиданье, / Мечтал о встрече, как всегда»), во многом, по словам Михаила Козакова, определившая жанр картины, была впервые исполнена «АМА-джазом» во второй половине 1920-х годов. В «Покровских воротах» её исполняют Велюров и Костик в больничном парке. Это же произведение, воссоздающее атмосферу времени, использовал Станислав Говорухин в фильме «Место встречи изменить нельзя».
Полька «Розамунда» («Розамунда! Путь подытожили весь»), исполняемая Саввой Игнатьевичем для четы Орловичей, была сочинена Яромиром Вейводой в 1929 году. В предвоенную пору она обрела популярность во многих странах Европы. В 1939 году её записал джаз-оркестр Александра Цфасмана. Другая полька, напеваемая Хоботовым «старая французская песенка» C'est Gugusse avec son violon («Мон папа́ не вё па…»), была переведена Костиком как «Мой отец запрещал, чтоб я польку танцевала…». 
Полька, как танец и музыкальный жанр, появилась в Богемии в 1830-х годах и быстро получила распространение в европейских городах. В Париже аристократы безуспешно пытались запретить «неприличный танец», в том числе с помощью полиции. Зимой 1843 года русский переводчик Владимир Солоницын писал, что «весь Париж сошёл с ума: все хотят танцевать польку, все учатся польке. <…> Это танец не очень благопристойный, вроде cancan, потому что в нём дамы должны сгибать одну ногу в колене и поднимать пятку так высоко, что при этом движении видна подвязка другой ноги».
Сатирические песенки, исполняемые Велюровым на эстрадных площадках, пародируют произведения Ильи Набатова, который в течение десятилетий работал в жанре политической сатиры по принципу «Утром в газете — вечером в куплете». Включённая в репертуар Аркадия Варламовича строфа «Вся Америка в страшном смятеньи: / Эйзенхауэр болен войной, / Но в публичных своих выступлениях / Говорит, что за мир он стеной!» звучала на концертах Набатова задолго до выхода «Покровских ворот» на экран.
Финальные титры картины идут под песню Исаака Дунаевского на стихи Владимира Масса и Михаила Червинского «Дорогие мои москвичи» в исполнении Леонида и Эдит Утёсовых. Песня начинается после лирического признания героя о том, что «Москва молодеет», а он стареет. «Восьмидесятые, прорастающие многоэтажками, связаны с прошлым светлой ностальгией, ибо Нескучный сад, другие места юности героя всё же — на месте, а стенобитное орудие не повредило старинный патефон и даже пластинку».

## Отзывы и рецензии
Премьера «Покровских ворот» на телевидении состоялась 11 февраля 1983 года, однако самая первая встреча зрителей с героями фильма произошла несколько ранее — во время показа картины в Доме кино. В целом отзывы коллег Козакова, побывавших на просмотре, оказались доброжелательными. В то же время актёру Михаилу Ульянову веселье, брызжущее с экрана, показалось неуместным («Кругом в стране такие дела творятся, а ты чему-то радуешься, смеёшься»); без одобрения воспринял ленту и Никита Михалков, ранее отказавшийся участвовать в съёмках из-за недовольства сценарием.
Далеко за поворотом
Скрылся тот счастливый год,
А в «Покровские ворота»
Всё валом валит народ.
И сияет сквозь года
«Безымянная звезда».
Через несколько дней после телевизионной премьеры в газете «Советская культура» вышла статья Аллы Гербер «Скворечник на Покровке». Рецензент отмечала, что в «растормошившей душу» эксцентрической комедии все актёры «выдерживают высокий градус», заданный постановщиком, а сам Козаков несёт в себе заряд энергии пятидесятых «не как реликвию молодости, не как антиквариат, а как состояние души». Тогда же поэт Давид Самойлов откликнулся на выход фильма стихотворными строчками, адресованными режиссёру: «Не пишу тебе рецензий, / Как Рассадин Станислав, / А без всяческих претензий / Заявляю, что ты прав, / Создавая эту ленту / Не для разных мудаков. / И тебе, интеллигенту, / Слава, Миша Козаков».
Интерес к «Покровским воротам» сохранялся и в последующие годы. Так, автор вышедшей в 1987 году книги «Диапазон. Рассказы о телевизионных режиссёрах» Елена Сабашникова указала, что фильм позволил Козакову развить те идеи, что были заложены в спектакле Театра на Малой Бронной: во-первых, «на экране комедийное действо получило своеобразное грустно-лирическое обрамление»; во-вторых, появился автор, рассказывающий о своей молодости.
Литературный критик Станислав Рассадин, анализируя природу смеха в «Покровских воротах», вспомнил, что при сдаче картины один из телевизионных начальников своё нежелание принимать картину выразил фразой: «Это же какой-то Зощенко!» По словам Рассадина, Зощенко раздражал отдельных идеологов не только тем, что «шутил над „святынями“ и „богами“», но и тем, что был «вызывающе независим»: «Смех — это раскрепощение от гипноза». Герои картины Козакова предстают перед зрителями со всеми слабостями, пороками и комплексами. При этом они простодушны, но не циничны. Фактически это «общество простаков»; сам же фильм — это «комедия сострадания»: «Резвящаяся ирония режиссёра — это самоирония, и Хоботов и даже Велюров — это он сам. Мы с вами».
Авторской иронии отдал должное и Михаил Казовский в своей рецензии «В стиле „ретро“», опубликованной в журнале «Крокодил». Он, в частности, отметил, что «…авторы вглядываются в прошлое не издевательски, но и не ностальгически, а с весёлой иронией, видя в пьянице и куплетисте-примитивисте одинокого усталого человека, а в воинствующей мещанке-собственнице — растерянную женщину. <…> И, разумеется, как большие художники, авторы не делят персонажей на отрицательных и положительных. У них сугубо „положительный“, казалось бы, Костик с лёгким сердцем, в силу своего двадцатилетия, ухлёстывает за каждой симпатичной девицей, которая встречается на его пути, и танцует с ней предосудительный в те годы рок-н-ролл. А дубоватый и однозначный на первый взгляд Савва Игнатьевич предстаёт перед нами фронтовиком с боевыми наградами, мастером на все руки, добрым человеком». Самой противоречивой фигурой фильма рецензент назвал Хоботова: «Эрудит, взволнованный поклонник романских поэтов, высокая душа, он, Хоботов, сталкиваясь с бытом, с чужой волей, не приспособленный к жизненным неурядицам, беззащитный перед нахрапом, теряется, мечется, готов покорно отдаться „воле судьбы“ и предать тем самым свою любовь».

## Актуальность
- Резать к чёртовой матери, не дожидаясь перитонитов![124]
- Утром встал, сразу — за дрель![125]
- У больных большая взаимовыручка![125]
- От тебя один дискомфорт![126]
- Какой чёрт занёс вас на эти галеры?[126]
- Хоботов! Это мелко![127]
- Вы её... вы её... Вожделели![128]
- А кто не пьёт? Назови! Нет, я жду![125]
- Попрошу без амикошонства![127].
- Щас я вам покажу, где здесь хунд беграбен![129]

Фильм далеко не сразу был оценён массовой зрительской аудиторией. Олег Меньшиков утверждал, что известность пришла к нему «через очень-очень много лет после премьерного показа». В 2017 году, будучи художественным руководителем Театра имени М. Н. Ермоловой, он решил обратиться к фильму своей молодости и в рамках проекта «Кино на сцене» предложил зрителям экспериментальную постановку — коллективную читку сценария «Покровских ворот». В фойе театра была воспроизведена атмосфера старого двора (дворники с мётлами, старушки с вязанием), а на сцене артисты, узнавшие о распределении ролей за час до представления, читали реплики своих героев. Роль Аркадия Велюрова досталась Михаилу Ефремову, образ Хоботова воплотил Юрий Стоянов, тётушку Костика Алису Витальевну сыграла Ирина Купченко. Изначально предполагалось, что импровизационная постановка будет представлена зрителям только один раз, однако в 2018 году, в канун 35-летия со дня первого выхода «Покровских ворот» на телеэкран, театр устроил повторный показ спектакля.
Определённый интерес к «Покровским воротам» возник и в научной среде — в частности, пространство коммунальной квартиры стало темой для ряда исследовательских работ. Так, в статье Светланы Еланской «Смысловой универсум коммунальной квартиры в советском кино: семиотический анализ структур повседневности» общественный быт рассматривается на примере нескольких кинофильмов, в том числе ленты Михаила Козакова. При анализе кинотекста автор публикации цитирует отдельных персонажей картины («Вы — не зритель, вы — сосед»), обращает внимание на их реакцию и констатирует, что в этом закрытом сообществе — «микрокосме советской цивилизации» — существовал свой свод правил: «Коммунальная квартира была сценой, на которой разворачивалась личная жизнь соседей». Феномену существования в общественных местах посвящена и работа Марии Воробьёвой «Коммунальная квартира в советских кинофильмах и анекдотах: попытка объёмного портрета». Взяв для анализа четырнадцать картин, в которых так или иначе фигурирует «коммуналка» (в их числе «Покровские ворота»), исследователь создала обобщённый «образ» такой квартиры, а также показала на примере анекдотов некоторые типичные черты советского быта: «Гражданин СССР, посетив жильё рабочего в западноевропейской стране, заметил: „Спальня, столовая, детская, гостиная, кухня… Да и у нас это всё есть, только без перегородок“».
В 2013 году в Италии вышло учебное пособие Киры Летцбор Studiare russo al cinema. В предисловии автор сообщила, что её книга является результатом многолетней работы со студентами Пизанского университета: «Она включает в себя не только материалы для работы с русскими фильмами, но и тексты для чтения». Порекомендовав студентам посмотреть «Покровские ворота», а также прочитать статью, посвящённую советскому быту, Летцбор предложила им ответить на ряд вопросов: «Что такое коммунальная квартира? Какие общие правила коммунальной жизни вы можете назвать? Какие проблемы связаны с проживанием в коммунальной квартире?». Для изучения русской лексики составитель книги напечатала фрагменты сценария и отдельные реплики героев. В качестве дополнительного материала в книге воспроизведён текст написанного в 1925 году рассказа Михаила Зощенко «Кризис»: «Недавно, граждане, кирпичи по улице провезли! Ей-богу! <…> Лет, может, через двадцать, а то и меньше, у каждого гражданина по целой комнате будет. А если население сильно не увеличится и, например, всем аборты разрешат — то и по две».

## Над фильмом работали
В ролях:
| Актёр                | Роль               | Описание                                                                                     |
| -------------------- | ------------------ | -------------------------------------------------------------------------------------------- |
| Олег Меньшиков       | Костик             | Константин Ромин — аспирант                                                                  |
| Леонид Броневой      | Аркадий Велюров    | Аркадий Варламович Велюров — куплетист-эстрадник                                             |
| Софья Пилявская      | Алиса Витальевна   | тётя Костика                                                                                 |
| Елена Коренева       | Людочка            | медицинский работник, возлюбленная Хоботова                                                  |
| Инна Ульянова        | Маргарита Хоботова | Маргарита Павловна, бывшая жена Хоботова, — переводчица с испанского и португальского языков |
| Анатолий Равикович   | Лев Хоботов        | Лев Евгеньевич Хоботов — редактор поэтических переводов с романских языков                   |
| Виктор Борцов        | Савва Игнатьевич   | Савва Игнатьевич Ефимов — гравёр, фронтовик, новый муж Маргариты Павловны                    |
| Татьяна Догилева     | Светлана           | Светлана Попова — пловчиха, возлюбленная Велюрова                                            |
| Валентина Воилкова   | Рита               | возлюбленная Костика                                                                         |
| Евгений Моргунов     | Соев               | поэт, автор куплетов, соавтор Велюрова                                                       |
| Наталья Крачковская  | Ольга Яновна       | жена Соева                                                                                   |
| Елизавета Никищихина | Нина Орлович       | супруга Глеба Орловича — литератор                                                           |
| Игорь Дмитриев       | Глеб Орлович       | супруг Нины Орлович — литератор                                                              |

В эпизодах:
| Вера Бурлакова                     | Эммануил Геллер  | Марина Дюжева   |
| Евгений Кулешов                    | Э. Кук           | Михаил Козаков  |
| Александр Коняшин                  | Римма Маркова    | Леонид Машков   |
| Владимир Пицек                     | Александр Пятков | Олег Смолин     |
| Леонид Тарновский                  | Ольга Токарева   | Светлана Швайко |
| клоунская группа московского цирка |                  |                 |

Съёмочная группа:
| Роль                                                 | Имя                 |
| ---------------------------------------------------- | ------------------- |
| Автор сценария                                       | Леонид Зорин        |
| Режиссёр-постановщик                                 | Михаил Козаков      |
| Оператор-постановщик                                 | Николай Немоляев    |
| Художник-постановщик                                 | Людмила Кусакова    |
| Композитор и дирижёр                                 | Георгий Гаранян     |
| Автор и исполнитель песен                            | Булат Окуджава      |
| Звукооператор                                        | Владимир Курганский |
| Режиссёр                                             | Юрий Топалер        |
| Монтажёр                                             | Ирма Цекавая        |
| Художник по костюмам                                 | Алина Будникова     |
| Художник-гримёр                                      | Нина Желманова      |
| Оператор                                             | Н. Басин            |
| Оператор комбинированных съёмок                      | Виктор Жанов        |
| Художник комбинированных съёмок                      | Альберт Рудаченко   |
| Ансамбль «Мелодия»                                   |                     |
| Государственный симфонический оркестр кинематографии |                     |
| Балетмейстер                                         | Кирилл Ласкари      |
| Редактор                                             | И. Наумова          |
| Музыкальный редактор                                 | Арсений Лаписов     |
| Директор картины                                     | Сергей Вульман      |

## Комментарии
1. ↑  «Но я ему честно сказал: „Андрей, зачем тебе гондон на голову натягивать, когда у меня есть Хоботов-Равикович?“» (Михаил Козаков)[20].
2. ↑  Существует версия, что на выбор Козакова повлиял звонок Инны Ульяновой, во время которого она настаивала, что менее известный состав будет более убедителен в образах картины[23].
3. ↑  Этой же версии — о самостоятельно принятом решении — придерживается и Олег Меньшиков. В своих воспоминаниях он рассказывает о негативной реакции Райзмана на отказ сниматься в его картине «от 19-летнего пацана»: «…Он отреагировал так, что он пошёл к директору студии (был тогда Сизов, по-моему), и стоял вопрос о том, чтобы запретить мне сниматься на киностудии „Мосфильм“. Ну, на протяжении какого-то… Было такое наказание раньше — на год или на два запретить сниматься на киностудии „Мосфильм“ <…> Но, слава Богу, обошлось»[37].
4. ↑  Цитаты воспроизводятся по пьесе «Покровские ворота»[84] и закадровому тексту в фильме.
5. ↑  Список актёров и названия ролей основаны на титрах фильма. Описания ролей — по киноведческим источникам.
6. ↑  Список актёров эпизодических ролей основан на титрах фильма. Не включённые в титры актёры упоминаются по киноведческим источникам.
7. ↑  Согласно титрам фильма и киноведческим источникам.